# Mistrzostwa Świata w Łucznictwie Polowym 1982
8. Mistrzostwa Świata w Łucznictwie Polowym i 7. Mistrzostwa Europy odbyły się w dniach 11 – 12 września 1982 w Kingsclere w Wielkiej Brytanii. Zawodniczki i zawodnicy startowali w konkurencji łuków dowolnych oraz gołych. Po przerwie na okres jednej edycji znowu połączono mistrzostwa świata i Europy. Nie rozgrywano osobnych konkurencji dla zawodników z Europy, medale otrzymywała trójka najlepszych reprezentantów ze Starego Kontynentu.
Polacy nie startowali.

## Medaliści

### Mistrzostwa świata

#### Kobiety
| Konkurencja: | Złoto:         | Srebro:        | Brąz:          |
| łuk dowolny  | Carita Jussila | Angela Goodall | Ursula Valenta |
| łuk goły     | Annie Dardenne | Adriana Stoppa | Sirpa Kontilla |

#### Mężczyźni
| Konkurencja: | Złoto:           | Srebro:         | Brąz:          |
| łuk dowolny  | Tommy Quick      | Kyösti Laasonen | Gert Bjerendal |
| łuk goły     | Anders Rosenberg | Jaarmo Hilli    | Lars Weren     |

### Mistrzostwa Europy

#### Kobiety
| Konkurencja: | Złoto:         | Srebro:        | Brąz:          |
| łuk dowolny  | Carita Jussila | Angela Goodall | Ursula Valenta |
| łuk goły     | Annie Dardenne | Adriana Stoppa | Sirpa Kontilla |

#### Mężczyźni
| Konkurencja: | Złoto:           | Srebro:         | Brąz:          |
| łuk dowolny  | Tommy Quick      | Kyösti Laasonen | Gert Bjerendal |
| łuk goły     | Anders Rosenberg | Jaarmo Hilli    | Lars Weren     |

## Klasyfikacja medalowa

### Mistrzostwa świata
| Lp. | Państwo         | Złoto | Srebro | Brąz | Razem |
| 1.  | Szwecja         | 2     | 0      | 2    | 4     |
| 2.  | Finlandia       | 1     | 2      | 1    | 4     |
| 3.  | Francja         | 1     | 0      | 0    | 1     |
| 4.  | Wielka Brytania | 0     | 1      | 0    | 1     |
| 4.  | Włochy          | 0     | 1      | 0    | 1     |
| 6.  | Austria         | 0     | 0      | 1    | 1     |

### Mistrzostwa Europy
| Lp. | Państwo         | Złoto | Srebro | Brąz | Razem |
| 1.  | Szwecja         | 2     | 0      | 2    | 4     |
| 2.  | Finlandia       | 1     | 2      | 1    | 4     |
| 3.  | Francja         | 1     | 0      | 0    | 1     |
| 4.  | Wielka Brytania | 0     | 1      | 0    | 1     |
| 4.  | Włochy          | 0     | 1      | 0    | 1     |
| 6.  | Austria         | 0     | 0      | 1    | 1     |